# 神戸市立向洋小学校
神戸市立向洋小学校（こうべしりつこうようしょうがっこう）は、兵庫県神戸市東灘区にある公立小学校である。

## 概要
当校は神戸市立六甲アイランド小学校とともに六甲アイランド内にある。六甲アイランドを西と東に校区を分け、その西側を校区とする。2023年10月1日現在、児童数935人、学級数は28学級である。

## 沿革

### 経緯
神戸市立向洋小学校は、1989年設立された。1993年に校区の一部を神戸市立六甲アイランド小学校に譲渡している。

### 年表
- 1989年
  - 4月1日 - 開校。
  - 6月14日 - 校章決定。
  - 10月5日 - 校歌決定。
- 1992年11月15日 - ノルウェー学校との交流開始。
- 1993年4月8日 - 校区の一部を神戸市立六甲アイランド小学校に分離。
- 1995年
  - 1月17日 - 阪神・淡路大震災発生により休校。1月30日学校再開。
  - 2月20日 - 上記震災により神戸市立本山南小学校の児童163名を受け入れる。
- 1997年10月16日 - 全日本よい歯の学校特別賞受賞

## 教育方針

### 重点目標
- 伝え合う力を育む（2015年度）
- 学ぼうとする力・伝えようとする力を育てる（2020年度）[1]

## 学校行事
| - 4月 始業式・入学式 - 5月 - 6月 | - 7月 - 8月 - 9月 | - 10月 音楽会 - 11月 - 12月 | - 1月 - 2月 - 3月 終業式・卒業式 |

## 児童会活動・クラブ活動など

### 委員会活動
- 飼育委員会 - 飼育小屋の動物の世話、飼育動物の校内への情報提供を行う
- 放送委員会 - 登校時および給食時に放送を行う
- 体育委員会 - 体育用具の管理、運動場整備、運動会演技係を行う
- 保健委員会 - 保健衛生管理、清掃活動の円滑な推進、学校保健委員会提案を行う
- 集会委員会 - 児童集会の計画運営を行う
- 図書委員会 - 図書室の利用促進、読書活動の推進を行う
- 掲示委員会 - 校内掲示を行う。主に玄関ホールの掲示板
- 給食委員会 - 給食室利用の管理、食育への関心向上を行う
- 栽培委員会 - 学習園の植物の世話を行う
- 代表委員会 - 学校全体にかかわる活動を行う
- 生き物・環境委員会 - ビオトープの管理、生物の紹介を行う

### クラブ活動
- ボール
- バドミントン
- 卓球
- 陸上・体操
- ゲーム
- ハンドメイド
- アート
- 科学
- パソコン
- ダンス
- 音楽
- 昔遊び
- 縄跳び

### わくわく班活動
1年生から6年生までの縦割り班活動であり、互いの生活経験や特性を活かし活動をすることにより、思いやりの気持ちや協力することの大切さや楽しさを学ぶ。毎回6年生が計画を行い、主に火曜日に、児童集会と交互に活動する。

## 通学区域
- 神戸市東灘区[2]
  - 向洋町中5 - 8丁目、向洋町西1 - 6丁目

## 進学先中学校
- 神戸市立向洋中学校
- その他の私立中学校

## 校区内の主な施設
- キッズハーモニー・六甲アイランド
- トーホー本社
- トーラク本社
- カネテツデリカフーズ株式会社
- フジパン株式会社神戸工場
- 六甲アイランドカースクール

## 交通
- 神戸新交通六甲アイランド線アイランドセンター駅より徒歩5分

## 通学区域が隣接している学校
- 神戸市立六甲アイランド小学校
- 神戸市立住吉小学校 （海を挟んで隣接。）
- 神戸市立御影小学校 （海を挟んで隣接。）